# اليكسي اغونين
اليكسي اغونين (بالروسية: Игонин, Алексей Андреевич)‏ (18 مارس 1976 بسانت بطرسبرغ في روسيا - ) هو لاعب كرة قدم روسي في مركز الدفاع. شارك مع منتخب روسيا لكرة القدم. أما مع النوادي، فقد لعب مع أنجي محج قلعة وتشورنومورتس أوديسا وزينيت سانت بطرسبرغ وFC Zenit-2 Saint Petersburg ‏ ونادي ساتورن رامنسكوي.

## وصلات خارجية
- اليكسي اغونين على موقع اتحاد أوكرانيا (الإنجليزية)
- اليكسي اغونين على موقع قاعدة بيانات كرة القدم.إي يو (الإنجليزية)
- اليكسي اغونين على موقع ناشيونال فوتبول تيمز (الإنجليزية)